# Darren Penhall
Darren Penhall (St. Austell, 18 november 1972) is een Engels-Australisch darter die uitkomt voor de PDC. Hij haalde zijn tourkaart voor 2020/2021 door op de UK Q-School Order of Merit 2020 als elfde te eindigen.
Nadat hij zijn tourkaart verloor, verhuisde Penhall naar Australië. Hier begon hij de Australische DPA-tour te spelen. Doordat Penhall deze tour won in 2023 wist hij zich te plaatsen voor het PDC World Darts Championship 2024
Daar won hij bij zijn debuut in de eerste ronde met 3-1 van Jules van Dongen, waarna hij in ronde twee met 0-3 verloor van Joe Cullen.

## Resultaten op wereldkampioenschappen

### PDC
- 2024: Laatste 64 (verloren van Joe Cullen met 0-3)